# Delias
Delias (лат.) — род дневных чешуекрылых из семейства белянок.

## Описание
Для бабочек этого рода характерен апосематический рисунок на нижней стороне крыльев, наиболее проявляющийся на задних крыльях.

## Экология
Большинство видов приурочено к высокогорным районам. Гусеницы питаются листьями растений семейств ремнецветниковые, омеловые и санталовые.

## Классификация
В мировой фауне насчитывается около 255 видов и является самым крупным родом дневных чешуекрылых. По данным молекулярных часов разделение родов Leuciacria и Delias произошло примерно 31 млн лет назад (37-25 млн лет). Большинство групп видов появились в период от 24 до 15 млн лет назад.

## Распространение
Представители рода встречаются в Индо-Малайской зоне и Австралии. Несколько видов из группы Delias belladonna встречаются в Палеарктике (провинции Сычуань, Китай). Центром видового богатства является остров Новая Гвинея, где отмечено 150 видов.